# Wolf Ernst Hugo Emil von Baudissin
Le comte Wolf-Ernst Hugo Emil von Baudissin (né le 30 janvier 1867 à Schleswig; † 4 octobre 1926 à Weimar) est un écrivain et journaliste allemand, passé à la postérité pour ses nouvelles satiriques où il critique le militarisme prussien. Il signait le plus souvent sous un pseudonyme : tantôt comme baron von Schlicht, tantôt comme le comte Günther Rosenhagen.

## Biographie

### Origines
Les comtes von Baudissin s'étaient établis dans le Schleswig-Holstein depuis la guerre de Trente Ans, et s'y étaient faits une réputation d'officiers et d'écrivains. Adelbert Heinrich von Baudissin (de), le père du comte Wolf, était intendant des digues du Schleswig. Il a écrit des romans historiques et une histoire de la Première guerre de Schleswig (1849). Il meurt seulement quatre ans après la naissance de son fils Wolf, en 1871. La mère de Wolf, Luisa Wilhelmine Johanne, née del Strother (28 juillet 1830 à Hull; † 11 mai 1910 à Lübeck), était sa seconde épouse.

### Carrière  militaire
Après des études secondaires au lycée de Schleswig et au Christianeum d’Altona, Wolf Ernst von Baudissin est admis le 16 mai 1887 comme élève-officier dans le 113e régiment d'infanterie stationné à Fribourg. Il obtient son brevet d'officier (enseigne) le 22 mars 1888.  Le 20 janvier 1888 il est affecté à Lübeck au 76e régiment d'infanterie, où il est promu sous-lieutenant le 16 février 1889. En juin 1895 il est versé au 9e bataillon du génie à Harburg. 
Le 12 septembre 1895 il est de retour dans le Schleswig, affecté au 84e régiment d'infanterie (de), puis le 12 septembre 1896 est promu lieutenant. Du 1er janvier au 25 novembre 1898, il est placé officier « à la suite » du régiment et est finalement placé hors-cadre comme invalide avec pension, rejoignant le cadre de réserve comme officier de première ligne de la Landwehr. Sa démobilisation est approuvée le 16 juin 1899, et il est décoré de la croix de chevalier de l'Ordre du Mérite militaire.

### Carrière littéraire
Après son mariage à Lübeck, Baudissin suit son régiment en garnison à Hambourg. C'est là qu'il s'essaye à l'écriture, en adoptant le pseudonyme de comte Günther Rosenhagen. Il donne d'abord quelques histoires satiriques, publiées par les successeurs de l'éditeur Otto Janke (de), sans toutefois trouver de public.
En quittant la carrière des armes, von Baudissin s'était installé à Dresde et, sur les conseils de son éditeur, s'était tourné vers le comique troupier et la satire militaire. Mettant aux prises de simples soldats avec leurs sous-officiers, il stigmatisa dans d'innombrables nouvelles, romans, comédies ou rubriques de journaux la subordination imbécile, le caporalisme et l'esprit bureaucratique comme les conséquences les plus absurdes du militarisme prussien de la période wilhelmienne. Il n'hésitait pas à remettre en cause les privilèges douteux et le comportement méprisant des gens de sa propre classe sociale, comme dans Erstklassige Menschen (1904), roman qui a pour décor le milieu élitiste d'un régiment de la Garde, et qui fit scandale à sa sortie. Certaines de ses œuvres ont été censurées ou simplement interdites en Allemagne ; d'autres, comme Erstklassige Menschen, ont été traduites en anglais (Life in a German Crack Regiment, 1915) et en espagnol.
À Dresde, ses nouvelles et satires se succèdent à un rythme soutenu : « Le coup du cheval » (Das Manöverpferd), Alarm, « Le défilé » (Parademarsch), Leutnant Krafft, « Les bonnes manières » (Das goldene Buch der Sitte), « Permettez, votre Excellence » (Exzellenz lassen bitten), « Son Excellence Seyffert » (Exzellenz Seyffert), Pensionopolis, « Un subordonné intraitable » (Der grobe Untergebene), Vielliebchen et « Casernement » (Einquartierung). La comédie Im bunten Rock, écrite avec Franz von Schönthan, connut de multiples représentations, de même que Liebes-Manöver et Seine Hoheit. Il écrivit aussi une comédie avec Walter Turszinsky : De Kaisertoast. Ses romans les plus connus sont Der Manövergast, Ein Adjutantenritt, Ehestandshumoresken, Graf Udo Bodo, Leutnant der Reserve et Offiziers-Ehen.
Avec l'enlisement de la Première Guerre mondiale, Baudissin devint moins populaire et sa plume ne lui permettait plus de subvenir à ses besoins. Puis à partir de septembre 1922, Baudissin commença à se produire dans des cabarets où il lisait lui-même ses contes.  Il mourut en 1926 à Weimar, quelques mois seulement après son troisième mariage, d'une overdose de somnifères.

## Œuvres
Sous le pseudonyme de comte Günter Rosenhagen :
- Die Braut seines Bruders. Récit. Christians, Hambourg 1893, 150 p
- Kleine Geschichten. Christmas, Hambourg 1893, 112 p.

Sous le pseudonyme de baron von Schlicht :
- Militaria. Histoires militaires plaisantes. Reclam, Leipzig 1895, 95 p. (Reclams Universal-Bibliothek, Bd. 3458)
- Point d´honneur. Six nouvelles sur la vie des officiers. Illustrations de Martin Ränike. Hillger, Berlin 1897, 127 p. (Kürschners Bücherschatz: Bibliothek fürs Haus. Eine Sammlung illustrierter Romane und Novellen, vol. 31)
- Leutnantsleben. (Ein Leben in Waffen, vol. 1). Berlin, Spemann 1899, 361 p.
- Excellenz lassen bitten. Humour militaire. Carl Reiszner, Dresde - Leipzig 1901, 208 p.
- Viel umworben. Roman. Dresde, H. Minden 1903, 336 p.
- Ehestandshumoresken. 3e éd. Otto Janke, Berlin 1904, 152 p. (collektion Otto Janke (de))
- Der Gardestern. Roman comique, 5e éd. Deutsche Verlags - Anstalt, Stuttgart - Leipzig 1904, 274 p. (Bibliothek zeitgenössischer Autoren)
- Der Manövergast. Fantaisie militaire. Otto Janke, Berlin 1905, 370 p.
- Graf Udo Bodo. Dédiée au comte Kuno. Pièce satirique. 2e éd. Otto Janke, Berlin 1905. 373 p. (numérisée au format DjVu)
- Oberleutnant Kramer. Roman. Minden, Dresde & Leipzig 1906, 306 p.
- Die von Gründigen. Satire. Leipzig, Grethlein & Co., 1907, 330 p.
- Offiziers - Ehen. Roman. Konegen, Vienne 1907, 317 p.
- Im Kreuzfeuer. Fantaisie militaire. Roman. Otto Jahnke, Berlin 1908, 398 p.
- Der Manöverheld. Fantaisie militaire. Carl Reiszner, Dresde 1914, 300 p.
- Das Regimentsbaby. Roman comique. 13e et 14 Tds. Elischer, Leipzig 1914, 271 p.
- Unsere Feldgrauen. Recueil de nouvelles, 2e éd. Otto Janke, Berlin 1915, 185 p. (Sammlung Janke)
- Der rote Pierrot und andere Militärhumoresken. Otto Janke, Berlin 1915, 107 p. (Otto Jankes 50 Pf. Bücher)
- Die Heiratssperre. Roman comique. Otto Janke, Berlin 1920, 371 p.
- Das Millionen - Mädel. Roman. O. Uhlmann, Berlin 1924, 272 p. (Fribu - Bücher, vol. 7)
- Kabarett. Roman. Otto Janke, Berlin 1926, 394 p.

En tant que comte Wolf von Baudissin (sélection)
- Spemanns goldenes Buch der Sitte par Wolf et Eva Baudissin. Spemann, Berlin 1901, 363 p. (Spemanns Hauskunde, Band 4)
- Der geplagte Rittmeister : Le tsar et son Lieutenant. Le champ de manœuvres. Le pantalon de Meier. Pièces militaires diverses. F. Schulze, Berlin 1912, 46 p.
- Ein Jahr in Waffen. Conte pour la jeunesse, avec 26 pl. ill. d'Adolf Wald. 3.e éd. Union Dt. Verlags - Gesellschaft, Stuttgart - Berlin 1912, 256 p.